# Coelachne auquieri
Coelachne auquieri là một loài thực vật có hoa trong họ Hòa thảo. Loài này được Ndab. mô tả khoa học đầu tiên năm 1983.